# Plaza Merdeka
La plaza Merdeka (en indonesio: Medan Merdeka; literalmente "plaza de la Independencia") es una gran plaza situada en el centro de Yakarta, Indonesia. Mide un kilómetro cuadrado de superficie, si se incluyen los campos de los alrededores dentro de la plaza Merdeka, por lo se le considera por algunas fuentes como la segunda plaza más grande del mundo. En su centro se encuentra el Monumento nacional, a menudo llamado Monas (Monumen Nasional). La plaza pavimentada rodea el monumento a menudo sede de eventos nacionales como desfiles militares y de carrozas, así como manifestaciones cívicas. La plaza es un destino popular para la gente de Yakarta por el deporte y la recreación, especialmente los fines de semana.